# 佐伊·麦克布赖德
佐伊·麦克布赖德（英語：Zoe McBride，1995年9月27日—），新西兰女子赛艇运动员。她曾代表新西兰参加世界赛艇锦标赛，获得三枚金牌和一枚银牌，均来自轻量级项目。